# La Maison des lumières
 (avril 2018).
- Si vous ne connaissez pas le sujet, laissez ce bandeau (vous pouvez alors contacter les auteurs).
- Si vous supprimez le contenu mis en cause (vous pouvez préalablement contacter les auteurs),

argumentez précisément cette suppression dans la page de discussion
(un manque de référence n'est pas un argument ; une recherche réelle de référence doit avoir été effectuée, être formellement documentée).
 (avril 2018).
La Maison des lumières est un roman de Didier Van Cauwelaert publié en 2009 aux éditions Albin Michel.

## Présentation
Le paranormal à l'aune de la science ou, comme se le demande l'auteur, comment recréer le bonheur dans la réalité ? 

Jérémie Rex, ex star en herbe du petit écran, pénètre par effraction dans un tableau de Magritte, L'Empire des lumières, pour renouer avec Candice, la femme de sa vie, qui vit sa vie de son côté, « l'absurde a toujours une résonance émotionnelle » assure son ami Philippe Necker.
Elle, Candice, « a grandi dans le trop-plein d'attentions d'une famille admirable qui l'a étouffée, culpabilisée... » Il n'a pas su relever le défi, lui donner un amour plus fort que son passé. Lui Jérémie avec ce père trop tôt disparu, trop timide et cette mère si encombrante, si égoïste, si peu mère, ce demi-frère si mal à l'aise même s'il a 'pris sa place'. Des étrangers pour lui, des êtres qui n'ont pas de place dans sa vie.
Rejoindre vraiment Candice, c'est abandonner le réel, se glisser dans ce tableau de Magritte qu'elle aime tant, il fait d'abord un accident vasculaire, une NDE, une 'near death experience' puis fait une nouvelle tentative dans un labo privé en Suisse. Pour Candice, c'est une espèce de psyché qui lui renvoie l'image de sa vie. Il faut qu'il sa redonne une chance après des années de vacuité, de perte d'identité accentuée par la perte de Candice.
Qu'a donc hérité Candice de son enfance, d'une éducation fondée sur l'interdit et le don de soi ? L'auteur y voit trois possibilités : « forger les belles âmes, les vrais complexes et les grandes amantes. » (page 173) Et il y a toujours ce tableau de Magritte qui la fascine. Dans ses recherches sur ce tableau, Jérémie visite 'le jardin des musées' « construction en béton tubulaire, hésitant entre la maternelle, le centre des impôts et la maison d'arrêt. » (page 161) 

Déception. Le sens profond de sa quête lui échappe mais l'essentiel est de retrouver Candice, la femme qu'il aime.
Candice pense à cette Marthe qui a si bien connu le peintre et que Jérémie a fini par retrouver : « Si Magritte peint toutes ces versions de sa maison après guerre, c'était peut-être pour l'aider à sortir de sa nuit intérieure... à retomber dans 'l'empire des lumières'. » Ainsi s'explique pour elle le titre du tableau.

## Éditions
- La Maison des lumières, Éditions Albin Michel, Paris, 2009,  (ISBN 978-2-226-19079-6).